# Aarley-Kreuz

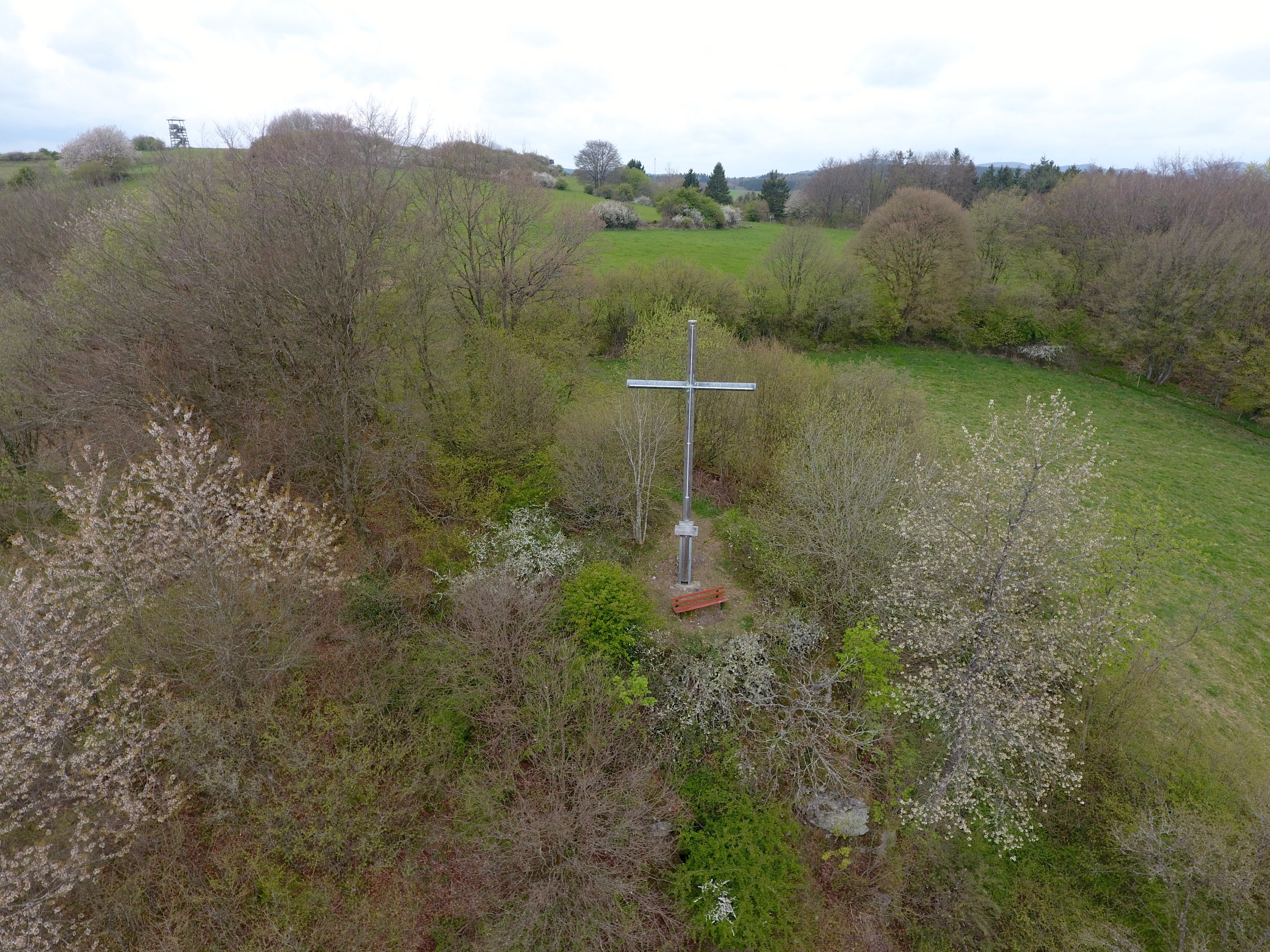
Aarley-Kreuz

Das Aarley-Kreuz oberhalb von Üdersdorf im Landkreis Vulkaneifel in Rheinland-Pfalz ist ein hohes Dankeskreuz am Hang der 557,5 m ü. NHN hohen Aarley. Das 1949 auf einem Basaltfels in 560 m ü. NHN Höhe mit Sicht auf Üdersdorf errichtete Bauwerk ist seit 1992 im Winter beleuchtet.

## Entstehung
Das Denkmal wurde 1949 von aus dem Zweiten Weltkrieg wiedergekehrten Männern aus Üdersdorf errichtet, aus Dank über ihre glückliche Heimkehr.

## Inschrift
Das Dankeskreuz trägt die Inschrift: IN CRUCE SALUS AUS DANKBARKEIT ERRICHTET GEMEINDE ÜDERSDORF 1949. Darüber: ERNEUERT 1989.